# Black Widow (Film)
Black Widow ist ein Science-Fiction-Actionfilm der Regisseurin Cate Shortland, welcher 2021 erschien. Es handelt sich um den 24. Film innerhalb des Marvel Cinematic Universe (MCU). Darin ist Scarlett Johansson als titelgebende Heldin Natasha Romanoff alias Black Widow zu sehen. Der Film kam am 9. Juli 2021 in die US-amerikanischen Kinos und gleichzeitig weltweit gebührenpflichtig ins Programm des Streaming-Anbieters Disney+. Der deutsche Kinostart war am 8. Juli 2021.

## Handlung
Im Jahr 1995 lebt die 13-jährige Natasha gemeinsam mit der 6-jährigen Yelena und den russischen Geheimagenten Alexei Shostakov und Melina Vostokoff als Scheinfamilie in Ohio. Als Alexei eines Abends von seiner Arbeit heimkehrt und seine Familie auffordert, eilig abzureisen, fahren die vier aufs Land und fliehen mit einem Kleinflugzeug vor ihren Verfolgern von S.H.I.E.L.D. Das Flugzeug landet auf Kuba, wo die vier vom russischen General Dreykov in Empfang genommen werden. Auf dem Rollfeld übergibt Alexei, der in seiner Heimat als Superheld Red Guardian bekannt ist, Dreykov eine gestohlene Diskette. Gleichzeitig werden Natasha und Yelena für das russische „Red-Room“-Programm ausgewählt, das junge Mädchen zu Geheimagentinnen und Profikillerinnen – den „Widows“ – ausbildet. Alexei wirkt aktiv am reibungslosen Abtransport der beiden Kinder mit, die in der Folge voneinander getrennt werden.
21 Jahre später wird die unter Gedankenkontrolle des Red Room stehende Yelena bei einem Einsatz von einer ehemaligen Widow mithilfe eines Gases aus ihrer psychischen Gefangenschaft befreit und bekommt von dieser auch weitere Dosen des Gegenmittels. Zeitgleich befindet sich Natasha/Black Widow nach ihrem Verstoß gegen das Sokovia-Abkommen auf der Flucht vor US-Außenminister Thaddeus Ross und dessen Einsatzkräften. Rick Mason, ein alter Bekannter Natashas, hat ihr als Unterschlupf einen Wohnwagen in einer abgelegenen Gegend in Norwegen organisiert und ihr Post aus einem früher von ihr benutzten Safe House in Budapest mitgebracht. Darunter befindet sich auch das von Yelena sichergestellte Gegenmittel. Kurz darauf wird Natasha von einem maskierten Kämpfer namens Taskmaster angegriffen, der es auf das Gegenmittel abgesehen hat. Dieser kann durch technische Körpermodifikation jeden Kampfstil seiner Gegner analysieren, imitieren und diese dadurch besiegen. Kurz bevor Natasha unterliegt, kann sie das Gegenmittel an sich bringen und fliehen.
Im Anschluss sucht Natasha das Safe House in Budapest auf und trifft dort auf ihre Ziehschwester Yelena. Es kommt zu einem kurzen Kampf zwischen beiden. Als sie jedoch von weiteren Widows angegriffen werden, verbünden sich beide miteinander und können gemeinsam entkommen. Auf der anschließenden Flucht fragt Yelena ihre Ziehschwester, wie sie es schaffen konnte, dem Red Room zu entkommen. Natasha antwortet, dass sie einst zusammen mit Clint Barton in Budapest Dreykov ausschalten sollte, was es ihr ermöglichte, zu S.H.I.E.L.D. überzulaufen. Yelena erwidert allerdings, dass Dreykov bei dem Anschlag nicht ums Leben kam, sondern nur dessen kleine Tochter. Gemeinsam beschließen beide nun, Dreykov, den von ihm geleiteten Red Room und sein Spezialprojekt, den Taskmaster, zu eliminieren.
Über Mason kommen Natasha und Yelena an einen Hubschrauber, mit dem sie ihren ehemaligen „Vater“ Alexei/Red Guardian aus einem russischen Gefängnis befreien, in dem dieser auf Anweisung von Dreykov seit über 20 Jahren eingesperrt war. Als Alexei den beiden auf ihrer Suche nach dem Standort des Red Room nicht helfen kann, schlägt er vor, die noch immer als Agentin aktive Melina aufzusuchen und sie um Hilfe zu bitten. Zwar alarmiert Melina den Red Room, schließt sich dann jedoch ihrer ehemaligen Scheinfamilie an. Gemeinsam schmieden sie den Plan, Yelena und Natasha als vermeintliche Gefangene zum Red Room bringen zu lassen und so Dreykov und den Red Room quasi von innen heraus auszuschalten. Dafür tauschen Natasha und Melina Aussehen und Rolle.
Der Red Room ist eine fliegende Basis in den Wolken über Russland, in die sich Dreykov nach dem Attentat in Budapest zurückgezogen hatte. Dreykov enthüllt schließlich auch Natasha gegenüber die Identität des Taskmasters: es ist seine Tochter Antonia, die den Anschlag entstellt überlebte und genauso unter seiner Kontrolle steht wie die anderen Widows.
Im weiteren Verlauf lenkt Red Guardian durch einen Kampf Antonia/Taskmaster ab, während Melina eine Turbine der fliegenden Basis zerstört und diese so zum Abstürzen bringt. Dreykov hetzt währenddessen die anwesenden Widows auf Natasha. Kurz bevor Natasha unterliegt, setzt Yelena das gasförmige Gegenmittel frei und befreit so die Widows aus der Gedankenkontrolle. Natasha kann vor der Zerstörung der Basis Daten über sämtliche weltweit verstreuten Widows sichern.
Yelena zerstört eines der Triebwerke von Dreykovs Fluchtflugzeug, worauf dieses abstürzt und er in der Explosion getötet wird. Yelena stürzt dabei ebenfalls ab, Natasha springt ihr mit einem Fallschirm hinterher und kann sie damit retten. Antonia, die immer noch unter der Kontrolle des Red Room steht, verfolgt Natasha in der Luft, woraufhin diese sich beim Kampf in der Luft an Antonia klammert und beide an einem Fallschirm sicher landen können. Am Boden gelingt es Natasha schließlich, Antonia ebenfalls dem Gegenmittel auszusetzen und sie dadurch von der Kontrolle durch den Red Room zu befreien. Im Anschluss fliehen Yelena, Melina, Alexei, Antonia und die befreiten Widows, während Natasha auf den gerade eintreffenden Ross wartet.
Zwei Wochen später kann Mason Natasha mit einem Quinjet der Avengers beeindrucken, den sie nutzen will, um ein paar ihrer Mitstreiter aus dem „Raft“-Hochsicherheitsgefängnis zu befreien.
In einer Post-Credit-Szene besucht Yelena einige Jahre später das Grab ihrer Ziehschwester Natasha, die ihr Leben während den Ereignissen von Avengers: Endgame opferte, um den Seelenstein für die Avengers zu erlangen. Am Grab begegnet Yelena Valentina Allegra de Fontaine. Diese erzählt ihr, dass Natashas alter Freund, der Avenger Clint Barton (Hawkeye), für Natashas Tod verantwortlich sei, und lenkt sie so auf eine falsche Fährte.

## Produktion

### Entstehung und Filmstab
Anfang 2018 wurde bekannt, dass die Entwicklung eines „Black-Widow“-Solofilms Form annahm und Jac Schaeffer das Drehbuch schreiben sollte. Bereits 2004 hatte David Hayter ein Drehbuch geschrieben und sollte Regie führen. Im Juli 2018 wurde die Australierin Cate Shortland als Regisseurin engagiert. Über ihre Verpflichtung sagte Shortland, sie habe sich durch die Geheimnisse und die Verletzlichkeit der Hauptfigur zu dieser hingezogen gefühlt. Später wurde Ned Benson beauftragt, das von Schaeffer geschriebene Drehbuch zu überarbeiten. Im Januar 2020 wurde bekannt, dass Eric Pearson als alleiniger Drehbuchautor des Filmes geführt wird und Schaeffer sowie Benson ausschließlich Story-Credits erhalten.
Über ihre Titelheldin Black Widow sagte Shortland, sie sei nicht Wonder Woman: „Sie ist ein Mädchen, das verkauft wurde. Ihr Körper wurde manipuliert von den Männern, die ihr Schicksal in den Händen hielten. Sie ist ein Opfer, aber auch eine Täterin.“ Es sei wichtig gewesen, dieser Figur, wie sie in den Comics charakterisiert wurde, gerecht zu werden. Der Film sollte Schatten und Licht haben, und auf keinen Fall wollte Shortland ein Klagelied anstimmen. Sie habe dem Publikum nicht mit dem Hammer auf den Schädel dreschen wollen, vielmehr sollte man sich mitten in der Party befinden. Nur so könne ein Film auch Themen verhandeln, die nicht unbedingt lustig sind, und zum Zuschauer durchdringen, ohne ihn belastend und mühselig wirken zu lassen. „Ich wollte keinen Film über Leiden machen. Black Widow ist ein Film über Freude und Überleben“, so die Regisseurin.

### Besetzung

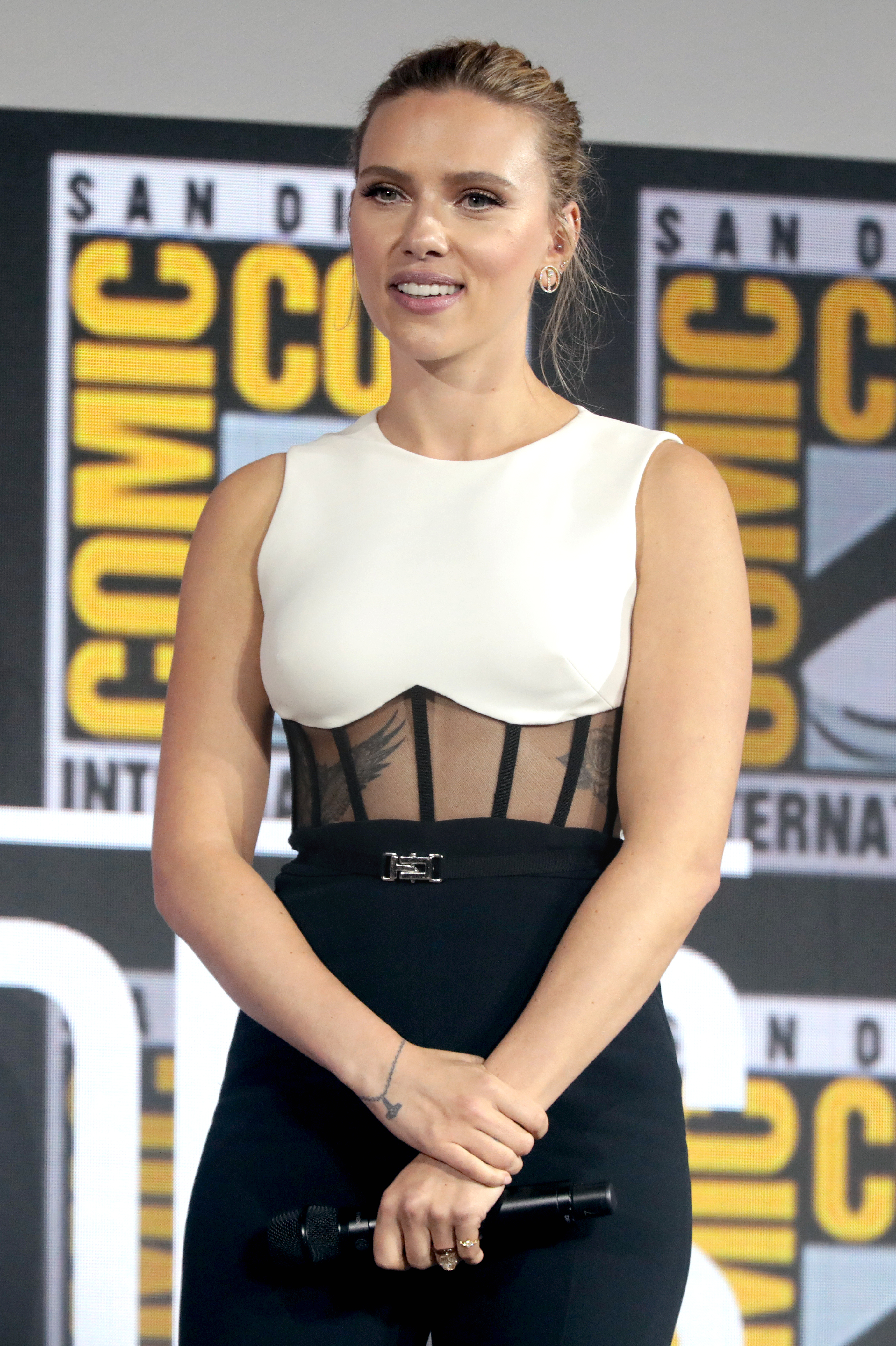
Scarlett Johansson, hier auf der San Diego Comic-Con im Juli 2019, verkörpert in der Titelrolle Black Widow

Die titelgebende Hauptfigur Black Widow (eigentlich Natasha Alianovna Romanoff) wird von Scarlett Johansson verkörpert. Diese hat die Figur bereits in Iron Man 2 (2010), Marvel’s The Avengers (2012), The Return of the First Avenger (2014), Avengers: Age of Ultron (2015), The First Avenger: Civil War (2016), Avengers: Infinity War (2018) und Avengers: Endgame (2019) gespielt und soll für den Film eine Gage von 20 Millionen US-Dollar bekommen haben. Eine junge Version der Figur wird von Ever Anderson gespielt. Ihre Hauptgegnerin ist Taskmaster, die ein fotografisches Gedächtnis besitzt, mit dem sie den Kampfstil ihrer Gegner in kürzester Zeit erlernen kann, und die eine für sie typische Skelettmaske trägt. Für die Rolle war unter anderem André Holland im Gespräch. Letztendlich ging die Rolle allerdings an die französisch-ukrainische Schauspielerin Olga Kurylenko, wird jedoch in weiten Teilen von Andy Lister verkörpert. Florence Pugh verkörpert die KGB-Agentin Yelena Belova, die in den Comics ebenfalls den Codenamen Black Widow trägt. Eine junge Version ihrer Figur wird von Violet McGraw gespielt. Über das Drehbuch sagte Pugh, sie habe überrascht, „wie mutig, roh und traurig es sei“.
Anfang April 2019 wurde das Mitwirken von David Harbour und Rachel Weisz am Film bekannt, kurze Zeit später die Verpflichtung von O. T. Fagbenle. Im Juni wurde schließlich Ray Winstone engagiert. Dieser verkörpert die Rolle des Dreykov, des Leiters des sogenannten „Roten Raumes“. Auch der niederländische Bodybuilder Olivier Richters bestätigte seine Beteiligung am Film.

### Marketing
Auf der San Diego Comic-Con 2019 wurden sowohl das Veröffentlichungsdatum im Mai 2020 als auch die Rollennamen enthüllt und ein erster Teaser präsentiert. Die von Pugh verkörperte Yelena Belova sollte danach sowohl eine Schwesterfigur als auch erbitterte Rivalin von Natasha Romanoff verkörpern, Weisz’ Melina Vostokoff ist eine Spezialagentin, die bereits fünfmal das Black-Widow-Programm durchlief, Harbours Alexei Shostakov ist das russische Pendant zu Captain America und bei Fagbenles Mason handelt es sich um einen Technik-Spezialisten, der für Romanoff romantische Gefühle hegen soll.

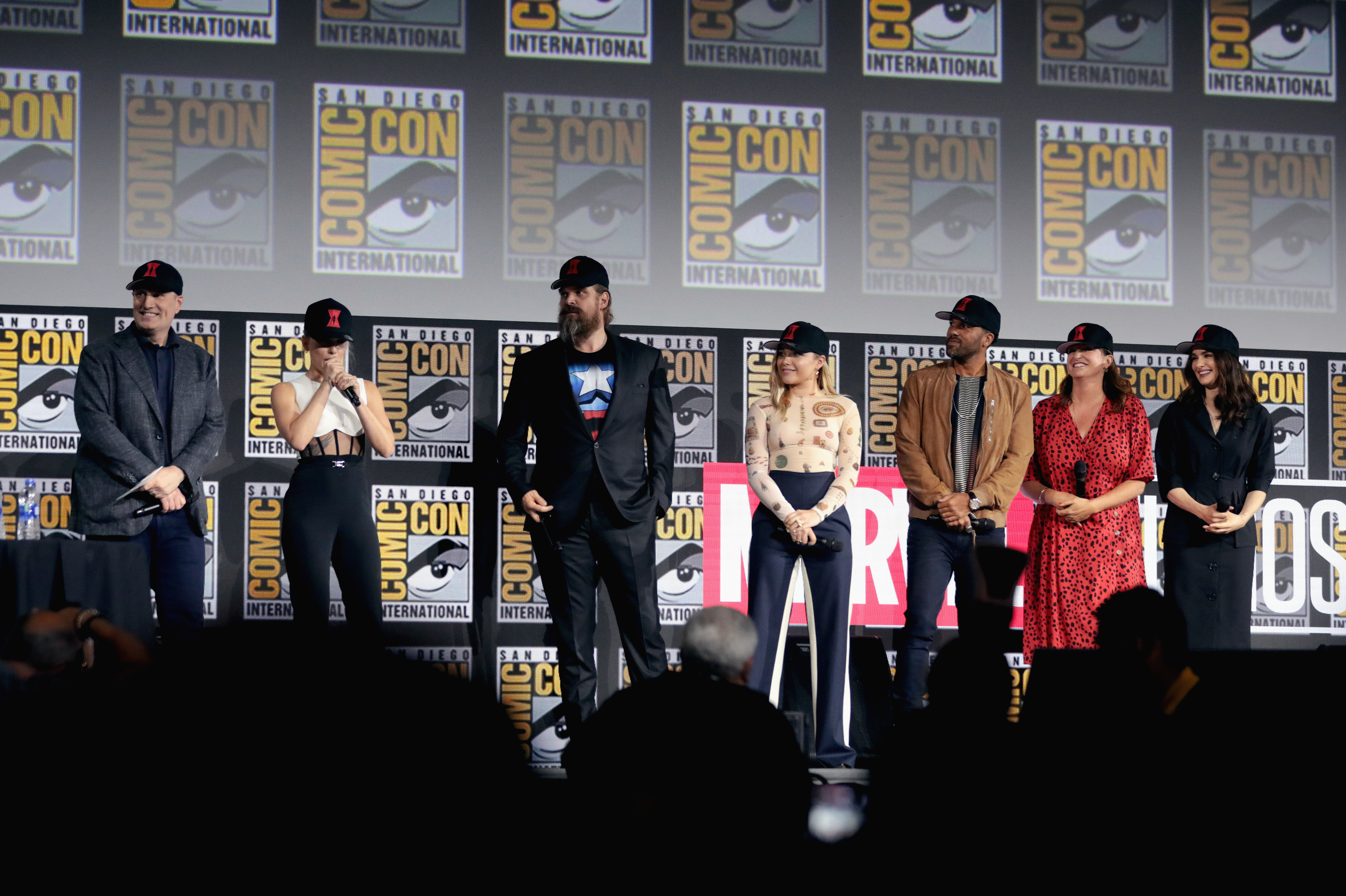
Der Cast auf der San Diego Comic-Con 2019

Johansson äußerte über den Film, er sei deutlich dialoglastiger als ihre vorigen MCU-Auftritte, zeige die wahren Ängste sowie die „schmutzige Wahrheit“ der Hauptfigur, kläre zudem über ihre Spionage-Vergangenheit auf und behandle ebenso den in vorigen Filmen erwähnten traumatischen Vorfall in Budapest. Zudem offenbarte sie, dass der Film nicht so leicht und humorvoll wie andere MCU-Einträge werde, sondern real und rau. Sie selbst sei in den vergangenen zehn Jahren reifer und auch Mutter geworden, wodurch sie nun laut eigener Aussage der Hauptfigur mehr Komplexität verleihen könne. Später ergänzte sie, zentrale Themen des Films seien Selbstzweifel, Unsicherheit, Familie, Scham, Enttäuschung und Reue. Harbour führte dazu aus, der Film habe Spionage und Menschlichkeit als Grundlage, besitze zwar die großen Marvel-Momente, fühle sich aber in erster Linie wie ein Charakterstück der Hauptfigur an. Weisz enthüllte hingegen, dass neben Natasha Romanoff, Melina Vostokoff und Yelena Belova noch weitere Black Widows im Film auftauchen sollen. Diese werden von Simona Zivkovska, Yolanda Lynes, Jade Ma und Shaina West verkörpert. Die Drehbuchautorin Jac Schaeffer versprach zudem, dass der Kampfstil sehr stark von instinktivem und brutalem Nahkampf geprägt sein soll. Auf der D23 Expo im August 2019 wurde neben neuem Bildmaterial auch enthüllt, dass die Protagonistin im Film zeitweise einen weißen Anzug tragen wird.

### Dreharbeiten
Die Dreharbeiten begannen Ende Mai 2019 im norwegischen Dorf Sæbø in der Gemeinde Ørsta am Hjørundfjord unter dem Arbeitstitel Blue Bayou. Als Kameramann sollte ursprünglich Rob Hardy fungieren, der das Projekt jedoch vor Produktionsbeginn wieder verließ. Im Anschluss wurde er durch Gabriel Beristain ersetzt. Anfang Juni 2019 verlagerte man die Produktion in die Pinewood Studios im Buckinghamshire. Ende des Monats erfolgten Aufnahmen in Budapest. Im Anschluss wurden die Dreharbeiten in London fortgesetzt. Einige Szenen wurden auch in Marokko und Georgia gedreht. So erfolgten die Aufnahmen im US-Bundesstaat am 1. und 2. Oktober in Rome und Macon, unter anderem am Bahnhof Terminal Station. Von dort wurde durch Setfotos auch bestätigt, dass William Hurt Teil des Cast ist. Weitere Drehorte in Georgia waren Tucker und Norcross, wo man vom 2. bis zum 4. Oktober filmte. Wenige Tage später wurden die Dreharbeiten abgeschlossen.

### Filmmusik und Veröffentlichung
Die Filmmusik sollte zunächst von Alexandre Desplat komponiert werden. Anfang April 2020 wurde er jedoch durch Lorne Balfe ersetzt. Das Soundtrack-Album mit insgesamt 26 Musikstücken soll am 9. Juli 2021 von Hollywood Records und Marvel Music als Download veröffentlicht werden. Im Vorspann wird der Song Smells Like Teen Spirit in einer Version von Malia J verwendet, der jedoch nicht auf dem Soundtrack-Album enthalten ist.
Ein erster Trailer wurde am 3. Dezember 2019 veröffentlicht. Weiteres Bildmaterial wurde am 13. Januar 2020 im Rahmen des College Football Playoff National Championship Games 2019 gezeigt. Auch beim Super Bowl LIV Anfang Februar 2020 war Black Widow mit einem 30-sekündigen Spot vertreten. Weitere Trailer erschienen am 9. März 2020 und am 3. April 2021. Der Film sollte ursprünglich am 30. April 2020 in die deutschen und am darauffolgenden Tag in die US-amerikanischen Kinos kommen, wurde allerdings wegen der COVID-19-Pandemie verschoben. Als neuer US-Starttermin wurde zunächst der 6. November 2020 bekanntgegeben; im September 2020 folgte eine zweite Verschiebung auf den 7. Mai 2021 und im März 2021 eine dritte auf den 9. Juli desselben Jahres. Seit diesem Tag ist der Film weltweit auch unter Zahlung einer Zusatzgebühr auf Disney+ erhältlich. Die Kinos führten ihn auf Deutsch einen Tag zuvor, am 8. Juli 2021, auf. Gegen die gleichzeitige Veröffentlichung im Kino und auf der Streaming-Plattform klagte Hauptdarstellerin Scarlett Johansson, da ihre Vergütung vertraglich an die Kinoeinnahmen gebunden war. Disney nannte die Klage im Kontext der weltweiten Auswirkungen der COVID-19-Pandemie unbegründet und „herzlos“.

## Synchronisation
Die deutsche Synchronisation entstand nach einem Dialogbuch von Klaus Bickert und unter der Dialogregie von Björn Schalla bei der FFS Film- & Fernseh-Synchron, Berlin im Auftrag von Disney Character Voices International.
| Rolle                                 | Darsteller          | Deutsche Sprecher  |
| Natasha Romanoff / Black Widow        | Scarlett Johansson  | Luise Helm         |
| Yelena Belova                         | Florence Pugh       | Ronja Peters       |
| General Dreykov                       | Ray Winstone        | Axel Lutter        |
| Alexei Shostakov / Red Guardian       | David Harbour       | Peter Flechtner    |
| Melina Vostokoff                      | Rachel Weisz        | Bettina Weiß       |
| Antonia Dreykov / Taskmaster          | Olga Kurylenko      | Natascha Geisler   |
| Rick Mason                            | O. T. Fagbenle      | Tim Knauer         |
| Secretary Thaddeus „Thunderbolt“ Ross | William Hurt        | Wolfgang Condrus   |
| Clint Barton / Hawkeye                | Jeremy Renner       | Gerrit Schmidt-Foß |
| Gräfin Valentina Allegra de Fontaine  | Julia Louis-Dreyfus | Silvia Mißbach     |
| Natasha als Kind                      | Ever Anderson       | Charlotte Raspe    |
| Yelena als Kind                       | Violet McGraw       | Helena Raspe       |

## Einordnung in das Marvel Cinematic Universe
Black Widow ist der 24. Film im Marvel Cinematic Universe. Es handelt sich um den ersten Film von Phase 4, die insgesamt sechs Filme und mehrere Serien umfassen soll.
Der Film spielt größtenteils in der Zeit zwischen The First Avenger: Civil War und Avengers: Infinity War. Kevin Feige zog dabei auch einen Vergleich zur Serie Better Call Saul, die ein Prequel zu Breaking Bad ist, allerdings fast für sich allein stehe, da sie viele neue Dinge einführe. Diese Tatsache sei dem Umstand geschuldet, dass Johansson weder eine Origin- noch eine Spionage-Geschichte erzähle, sondern laut eigener Aussage tiefgründig auf dem aufbauen wollte, was sie mit den vorigen Filmen erschaffen habe.
Die Abschluss-Szene des Filmes zeigt, dass der Film noch vor dem Ausbruch von Steve Rogers und Romanoffs Mitstreitern am Ende von Civil War spielt. Einzig die Post-Credit-Szene ist Jahre später nach Infinity War und Endgame angesiedelt.

## Rezeption

### Altersfreigabe
In Deutschland ist der Film FSK 12. In der Freigabebegründung heißt es, die teils auch brutalen Actionpassagen wechselten immer wieder mit ruhigen Passagen ab und würden zusätzlich durch humorvolle Einwürfe konterkariert. Zudem würden potenziell belastende Motive nie übermäßig ausgespielt, sondern thematisiert und geklärt. Ältere Kinder seien bereits in der Lage, die Genrestrategien zu entschlüsseln und sich ausreichend von der überzeichneten, deutlich fiktionalen Handlung zu distanzieren.

### Kritiken
Der Film wird von 79 Prozent der bei Rotten Tomatoes aufgeführten Kritiker positiv bewertet mit einem Durchschnitt von 6,9 der möglichen 10 Punkte. Auf Metacritic erhielt er einen Metascore von 70 von 100 möglichen Punkten.
David Rooney von The Hollywood Reporter erklärt, wenn sich die Handlung zu kompliziert anhöre, sei dies auch so, doch hieraus ergebe sich auch eine willkommene Abwechslung von der fast ununterbrochenen viszeralen Action innerhalb der Filme des Marvel Cinematic Universe. Zudem lasse Cate Shortland Natasha und Yelena genug Zeit, die brüchig gewordene Bindung mit Neckereien, Geplänkel und Rivalitäten wiederherzustellen.  Was das Drehbuch aber so attraktiv mache, sei die Balance zwischen Spionage und Intrigen, wie man sie aus den Bourne-Filmen kennt, knallharter Action mit einem Schwerpunkt auf Nahkampf statt auf Waffen und einer Familiendynamik. Auch wenn der Film nicht wirklich die Geschichte der Herkunft von Natasha Romanoff erzählt, gehe die Erzählung tief genug, um zu zeigen, welche Wunden der „Rote Raum“ und eine verlorene Kindheit in ihr hinterlassen haben, so Rooney. Shortland, die zuvor Somersault und Berlin Syndrom drehte, dürfe auch hier wieder das Leben junger Frauen mit Einfühlungsvermögen und echter Neugier erkunden, was einem Genre, das oft zu wenig Interesse an Figuren zeigt, unerwartet reiche Dimensionen hinzufüge. Auf der handwerklichen Seite sei Black Widow erstklassig, mit der Kameraarbeit von Gabriel Beristain und der wunderbaren Musik von Lorne Balfe, die von sanften Klavierklängen bis zu hochintensiver Spannung, fast ins Opernhafte hineinreicht, da sie Chorelemente enthält. Der Filmschnitt in den Kampfszenen sei vielleicht einen Hauch zu schnell und verwische oft die Choreographie, doch die CGI-Nachbearbeitung gerate dabei nie in ihre Grenzen.
Brian Tallerico bemerkt, Shortland wisse, wie man die Geschichte schlank halte, und das Tempo sei ein Gewinn. Es mache auch Sinn, dass eine geradlinige Tötungsmaschine wie „Black Widow“ einen geradlinigen Film haben sollte. Es gebe eine lustige Dualität im Film, und wie auch WandaVision zuvor das MCU-Projekt bereichert habe, gebe es Elemente in Black Widow, die das Gleiche täten. Auch David Harbours Interpretation der russischen Version von „Captain America“ sei klug und finde genau die richtige Balance. Wie bei vielen Filmen im MCU wirke der dritte Akt ein wenig überladen und neige zu Wiederholungen, doch dann erhole er sich mit einer bemerkenswerten letzten Action-Szene, in der Figuren und Trümmer durch die Luft fliegen. Letztlich sei Black Widow ein Film, der zu seinen eigenen Bedingungen funktioniert und eine Bereicherung der Geschichte einer geliebten Figur, die ihr ultimatives Opfer in Avengers: Endgame im Nachhinein noch bedeutsamer erscheinen lässt. Jeder Blockbuster im Sommer 2021 werde als Zeichen dafür angepriesen, dass die Welt wieder normal ist, so Tallerico, doch Black Widow sei eher eine Erinnerung an das, was die Fans liebten, bevor sie aus der Bahn geworfen wurde.

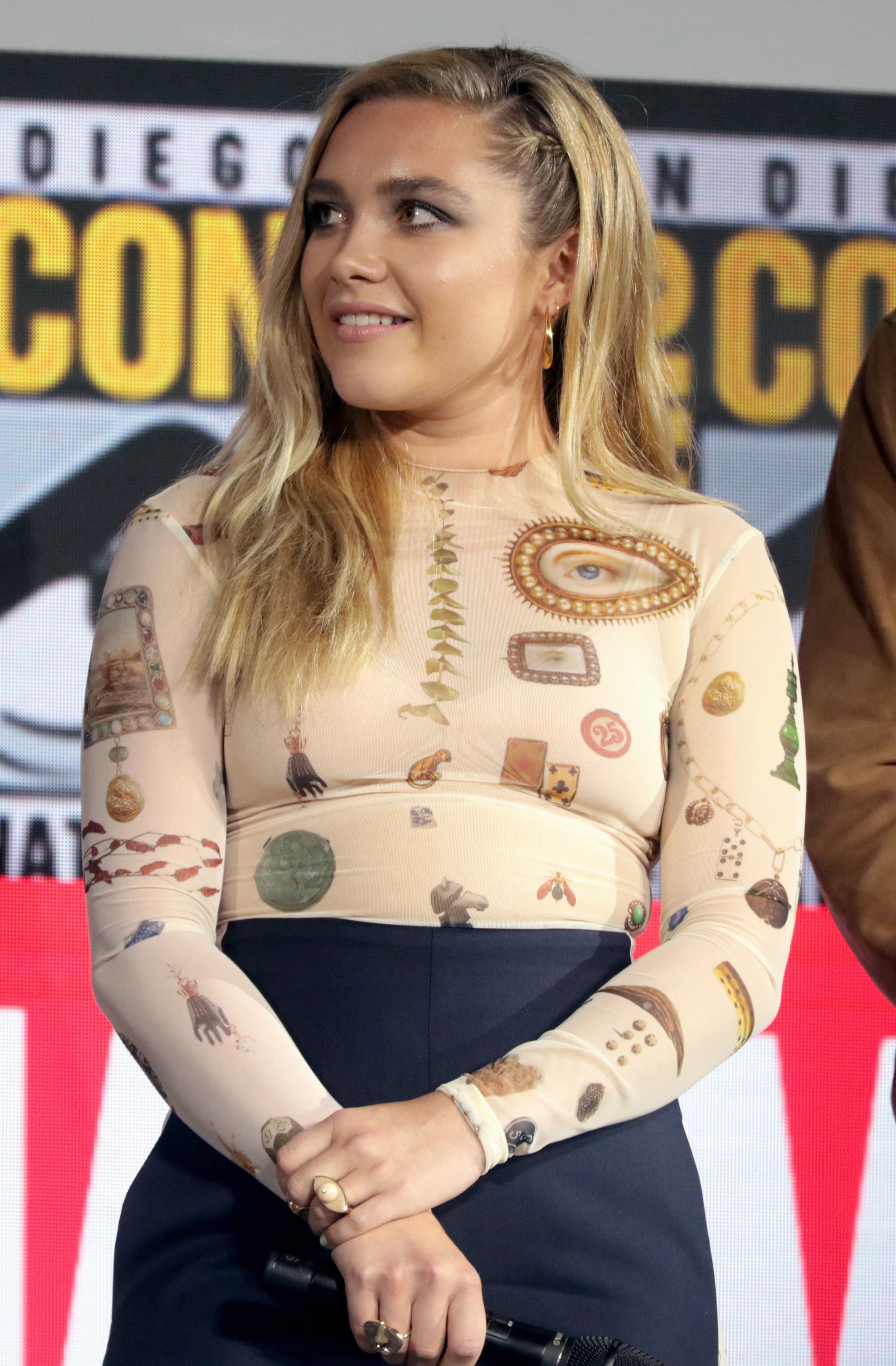
Florence Pugh spielt Yelena Belova

Eric Kohn von IndieWire schreibt, inzwischen habe sich Scarlett Johansson in die Rolle von „Black Widow“ eingelebt, und Florence Pugh sei die perfekte junge Ergänzung zu der selbstbewussten Schauspielerin. Die Inklusion von Frauen sei hier viel deutlicher als in Endgame, und der Film bestehe nicht nur den Bechdel-Test, sondern weise Männer in ihre Schranken.
Die Filmkritikerin Antje Wessels schreibt, wenn zu Beginn des Films die knallharten, den Rekrutierungs-, Ausbildung- und Seelenbrechermethoden zeigt, die Natasha Romanoff, ihre Schwester und zahlreiche andere Frauen im Rahmen des KGB-Black-Widow-Programms über sich ergehen lassen mussten und an Red Sparrow erinnern, schnüre es einem die Kehle zu. So ernst habe man eine Marvel-Produktion lange nicht erlebt, den Auftakt von Endgame miteingeschlossen. Dies sei aber auch gut, da Shortland so voll und ganz ein Film über eine geistig sehr wohl verwundbare Natasha Romanoff und die Frage, wie aus dieser im Laufe der Jahre ein Avenger wurde, gelungen sei. Wer nun aber erwartet hat, dass der Film präzise ihren Werdegang nachzeichnet, der könnte enttäuscht sein. Über Pugh in der Rolle von Yelena, ein Stück weit der Gegenentwurf zu Black Widow, schreibt Wessels, diese beeindrucke nicht nur in ihren harten Nahkampfszenen, sondern auch darin, wie selbstverständlich sie sich die typische Marvel-Attitüde aneignet, und dieser Neuzugang erweise sich als wahrlich gelungen.

### Einspielergebnis
Der Film landete mit Einnahmen von 80,4 Millionen US-Dollar an seinem Eröffnungswochenende auf Platz 1 der US-amerikanischen Kino-Charts. In Deutschland verzeichnet der Film 754.280 Besucher. An seinem Eröffnungswochenende stellten die Einnahmen von mehr als 2 Millionen Euro das drittbeste Ergebnis für einen Filmstart nach dem Coronavirus-Pandemie-bedingten Lockdown dar. Auch in Österreich landete der Film nach seinem Start auf Platz 1 der Kino-Charts. Die weltweiten Einnahmen aus Kinovorführungen belaufen sich auf 379,8 Millionen US-Dollar (Stand 17. Juli 2022). Bis zum 18. Juli 2021 wurde Black Widow laut Samba in US-Haushalten 2 Millionen Mal via PVoD angeschaut, die weltweiten Einnahmen durch die PVoD-Vermarktung beliefen sich zu diesem Zeitpunkt auf 60 Millionen-US-Dollar.

### Boykott durch die Kinopolis-Gruppe
Weil die Verleihbedingungen durch Disney laut dem Geschäftsführer von Kinopolis nicht mehr akzeptabel sind, wird der Film in den eigenen Kinos nicht aufgeführt. Gregory Theile sagt dazu: „Wenn nun – in einer Zeit, in der die Kinos ohnehin schon mit der schwersten Krise der vergangenen Jahrzehnte zu kämpfen haben – publikumsstarke Filme zeitgleich auf Streaming-Plattformen gezeigt werden sollen, können wir dies nicht akzeptieren.“

### Auszeichnungen
Hollywood Music in Media Awards 2021
- Nominierung für die Beste Filmmusik – Science-Fiction/Fantasy (Lorne Balfe)[66]

MTV Movie & TV Awards 2022
- Auszeichnung für den Besten Helden (Scarlett Johansson)
- Nominierung für den Besten Kampf (Black Widow vs. Widows)

People’s Choice Awards 2021
- Auszeichnung als Movie of the Year
- Nominierung als Actionfilm des Jahres
- Nominierung als weiblicher Filmstar des Jahres (Florence Pugh)
- Auszeichnung als weiblicher Filmstar des Jahres (Scarlett Johansson)
- Nominierung als Action Movie Star of the Year (Florence Pugh)
- Nominierung als Action Movie Star of the Year (Scarlett Johansson)[67][68]

Screen Actors Guild Awards 2022
- Nominierung als Bestes Stuntensemble